# Otdel de Batalpashínskaya

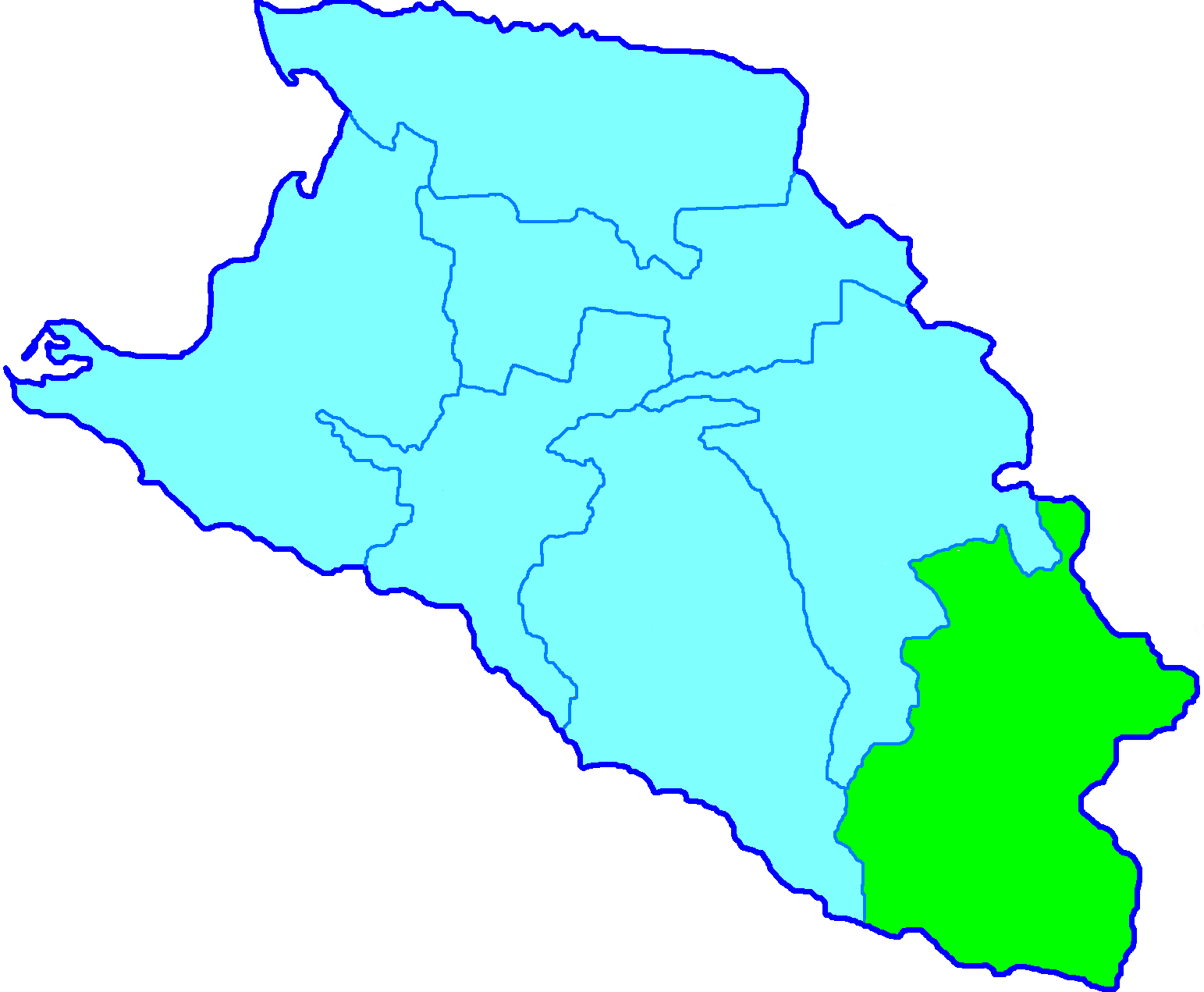
El otdel dentro del óblast de Kubán.

El otdel de Batalpahínskaya (en ruso: Баталпашинский отдел) fue un distrito cosaco (otdel) del óblast de Kubán del Imperio ruso y del óblast de Kubán-Mar Negro de la República Socialista Federativa Soviética de Rusia que existió entre 1869 y 1922. Su centro administrativo era la stanitsa Batalpashínskaya.
Limitaba al norte con la Gobernación de Stávropol, los otdel de Labinsk y Maikop al oeste, los ókrugs de Sochi y Sujumi y la Gobernación de Kutaisi al sur y el óblast del Térek al este, con un territorio de 17.444 km2.
En el territorio del antiguo otdel de Batalpashínskaya del óblast de Kubán se encuentran hoy día la república de Karacháyevo-Cherkesia, partes del raión de Kochubéyevskoye del krai de Stávropol, los raiones de Otrádnaya y Raión de Uspénskoye del krai de Krasnodar.

## Historia
Formado en 1869 como uyezd de Batalpashínskaya como parte del óblast de Kubán, desde 1888, otdel de Batalpashínskaya. Después del establecimiento del poder soviético en el Kubán en marzo de 1920, el otdel de Batalpashínskaya pasó a formar parte de la recién formada óblast de Kubán-Mar Negro. El 20 de enero de 1921, la parte sur del otdel fue transferida a la recién formada República Autónoma Socialista Soviética de la Montaña. El 12 de enero de 1922 se formó el óblast autónomo Karachái-Cherkeso, que incluía la mayor parte del otdel de Batalpashínskaya junto con la stanitsa Batalpashínskaya. En este sentido, el 28 de febrero de 1922, se abolió el otdel de Batalpashínskaya y el resto del territorio fue transferido al otdel de Armavir.

## Demografía
Esta era la población de algunas localidades a finales del siglo XIX:
- stanitsa Batalpashínskaya (11 473[2])
- stanitsa Otrádnaya (11 144)
- stanitsa Nevinnomiskaya (7 417)
- stanitsa Suvórovskaya (6 500)
- stanitsa Udóbnaya (6 500)
- stanitsa Bekéshevskaya (5 500)
- aúl Uchkulán (5 000)
- stanitsa Vorovskoléskaya (4 947)
- stanitsa Belomechótskaya (4 118)
- stanitsa Kardoníkskaya (3 757)
- stanitsa Storozhevaya (3 500)
- stanitsa Peredovaya (2 178)

### Composición lingüística
Según el censo del Imperio ruso de 1897, el otdel de Batalpashínskaya tenía una población de 215.400 el 28 de enero de (15 de enero) de 1897, 107.825 hombres y 107.575 mujeres. La mayor parte de la población declaraba el ruso como su lengua, con unas significativas minorías ucranianas y karacháis.
| Lengua         | Hablantes nativos | %      |
| -------------- | ----------------- | ------ |
| Ruso           | 90 305            | 41,92  |
| Ucraniano      | 58 421            | 27,12  |
| Karachái       | 26 867            | 12,47  |
| Abjasio        | 10 370            | 4,81   |
| Cabardino      | 8452              | 3,92   |
| Nogayo         | 5746              | 2,67   |
| Alemán         | 4392              | 2,04   |
| Circasiano     | 3962              | 1,84   |
| Osetio         | 1829              | 0,85   |
| Tártaro        | 1232              | 0,57   |
| Estonio        | 839               | 0,39   |
| Bielorruso     | 751               | 0,35   |
| Lenguas judías | 530               | 0,25   |
| Griego         | 419               | 0,19   |
| Armenio        | 380               | 0,18   |
| Polaco         | 192               | 0,09   |
| Mordvino       | 161               | 0,07   |
| Romaní         | 135               | 0,06   |
| Cumuco         | 100               | 0,05   |
| Georgiano      | 99                | 0,05   |
| Kazi-Kumuj     | 47                | 0,02   |
| Rumano         | 32                | 0,01   |
| Avar           | 29                | 0,01   |
| Persa          | 22                | 0,01   |
| Turco          | 20                | 0,01   |
| Checo          | 13                | 0,01   |
| Lituano        | 5                 | 0,00   |
| Búlgaro        | 3                 | 0,00   |
| Letón          | 3                 | 0,00   |
| Baskir         | 2                 | 0,00   |
| Otros          | 42                | 0,02   |
| TOTAL          | 215 400           | 100,00 |

## Organización territorial
En 1913, el departamento incluía 6 juntas de volost, 18 seló y 35 juntas de aúl:
- Volost y centro administrativo:
  - Bogoslóvskoye - seló Bogoslóvskoye.
  - Kozmínskoye - seló Kozmínskoye.
  - Lívonskoye - seló Novourúpskoye.
  - Marújskoye - seló Marújskoye.
  - Ólguinskoye - seló Ólguinskoye.
  - Rozhdéstvenskoye - seló Rozhdéstvenskoye.

- Stanitsas:
  - Batalpashínskaya.
  - Bekéshevskaya.
  - Belomechótskaya.
  - Vorovskoléskaya.
  - Gueórguiyevskaya
  - Zelenchukskaya.
  - Isprávnaya.
  - Kardoníkskaya.
  - Krasnogórskaya.
  - Nevinnomiskaya.
  - Otrádnaya.
  - Peredovaya.
  - Pregrádnaya.
  - Spokóinaya.
  - Storozhevaya.
  - Suvórovskaya.
  - Udóbnaya.
  - Ust-Dhegutínskaya.

- Otras localidades:
  - Atazhukinski.
  - Atleskirovski.
  - Biberdovski.
  - Volni.
  - Dautski.
  - Dzhazlikski.
  - Dzhegutinski.
  - Dokzhukovski.
  - Dudarukovski.
  - Yeguibokovski.
  - Zelenchuko-Loovski.
  - Kamennomostski.
  - Kart-Dzhurtski.
  - Kasayevski.
  - Klichevski.
  - Karamurzinski.
  - Konokovski.
  - Kúbinski.
  - Kumsko-Loovski.
  - Kurgokovski.
  - Loovsko-Kubanski.
  - Mansúrovski.
  - Marinski.
  - Sentinski.
  - Tazartukovski.
  - Tajtamishevski.
  - Teberdinski.
  - Urákovski.
  - Urupski.
  - Uchkulanski.
  - Jojonduokvski.
  - Jumarinski.
  - Jurzukski.
  - Shaj-Ghuireyevski.
  - Ersakonski.

## BIbliografía
- A. S. Azarenkova, I. Y. Bondar, N. S. Vertisheva, Основные административно-территориальные преобразования на Кубани (1793—1985 гг.). Krasnodar: Krasnodárskoye kn. izd-vo, 1986.

- Datos: Q4079303